# 安西智和
安西 智和（あんざい ともかず、1975年4月4日 - ）は神奈川県出身のバスケットボール選手・指導者である。現役時代のポジションはG。引退後は前橋育英高等学校でコーチを行う。
現在は茨城県でバスケ指導に携わっている。

## 来歴
土浦日大高では2年時にインターハイ優勝。ウィンターカップでは優勝こそならなかったが、2、3年時に準優勝、3年時の決勝では40得点の活躍。
日本大学進学後もインカレ優勝を経験。当時のチームメートには高橋尚毅等がいた。
卒業後はいすゞ自動車に入社。チームの黄金期を支える。

## 経歴
- 土浦日大高 - 日本大 - いすゞ自動車（1998年〜2001年）

## 日本代表歴
- 1999アジアバスケットボールスーパーリーグ
- 2000アジアバスケットボールリーグ